# Peter Pan & Wendy
Peter Pan & Wendy (bra/prt: Peter Pan & Wendy ou Peter Pan e Wendy) é um filme americano de aventura e fantasia dirigido por David Lowery e escrito por Lowery e Toby Halbrooks, com Jim Whitaker e Joe Roth atuando como produtores. Produzido pela Walt Disney Pictures, o filme é uma adaptação live-action do filme de animação de 1953 da Disney, Peter Pan, baseado na peça Peter Pan, ou O Menino Que Não Queria Crescer, de JM Barrie. É estrelado por Alexander Molony e Ever Anderson nos papéis principais.
O desenvolvimento do filme live-action de Peter Pan começou em 13 de abril de 2016, com Lowery sendo definido para dirigir e escrever o filme ao lado de Halbrooks, com a equipe de produção passando os próximos quatro anos trabalhando no roteiro do remake. O título do filme foi anunciado em 7 de janeiro de 2020, e foi lançado no serviço de streaming Disney+.

## Elenco
- Alexander Molony como Peter Pan, um menino que vive em Terra do Nunca e se recusa a crescer.[7]
- Ever Anderson como Wendy Darling, uma jovem de Londres que, não querendo crescer, viaja com Peter para Terra do Nunca.
- Jude Law como  James "Capitão Gancho" Roger, um pirata e arqui-inimigo de Peter, que desenvolveu rancor de Peter por cortar sua mão e alimentá-la para um crocodilo que desde então desenvolveu um gosto por sua carne, substituindo sua mão por um gancho.
- Yara Shahidi como Tinker Bell, uma fada e melhor amiga de Peter, que tem ciúmes de Wendy.
- Jim Gaffigan como o Sr. Smee, o leal primeiro imediato do Capitão Gancho que nem sempre oferece muita ajuda.
- Alyssa Wapanatâhk como Tigrinha, uma princesa guerreira da tribo nativa americana da Terra do Nunca, e filha do chefe, que é amigo de Peter.
- Alan Tudykcomo George Darling, o pai da Wendy, João e Miguel, que trabalha como contabilista em um banco em Londres.
- Molly Parker como Mary Darling, a mãe amorosa da Wendy, João e Miguel que vive em Londres.
- Joshua Pickering como João Darling, o irmão mais novo da Wendy que viaja para Terra do Nunca com ela e seu irmão mais novo Miguel e com o Peter Pan.
- Jacobi Jupe como Miguel Darling, o irmão mais novo da Wendy e João que viaja para Terra do Nunca com eles e com o Peter Pan.

## Produção

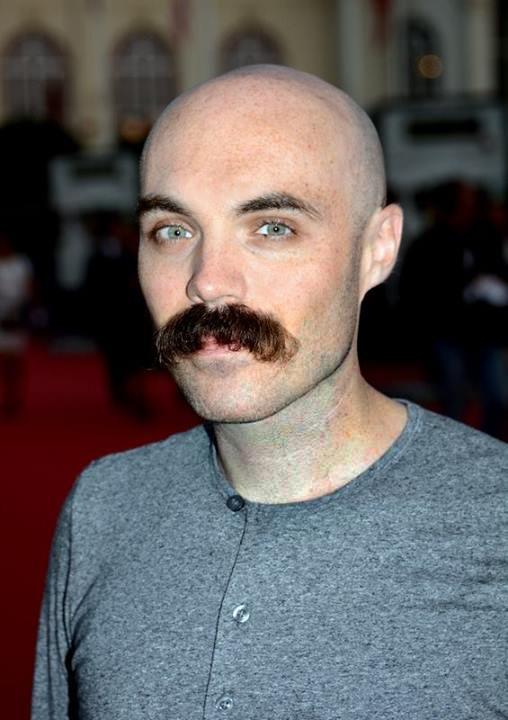
Uma foto do diretor David Lowery

### Desenvolvimento e pré-produção
Em abril de 2016, foi anunciado que a Walt Disney Pictures está desenvolvendo uma adaptação live-action do filme de animação de 1953, Peter Pan. David Lowery assinou como diretor, com um roteiro que co-escreveu com Toby Halbrooks. Os dois trabalharam juntos anteriormente no remake de 2016 de Pete's Dragon da Disney. Jim Whitaker será o produtor do projeto.
Em fevereiro de 2018, Whitaker afirmou que o roteiro estava entrando nos estágios iniciais de desenvolvimento. Ele explicou ainda que o filme será baseado no realismo, embora também seja "uma grande e divertida aventura". Em outubro do mesmo ano, a quarta versão do roteiro havia sido concluída com uma quinta versão em andamento. Lowery afirmou que "a prioridade número um é acertar o script". O cineasta detalhou que o projeto é pessoal para ele, já que é fã do original, reconhecendo que vinha "agonizando com cada pequeno detalhe". Ele confirmou que a adaptação moderna teria que mudar elementos para evitar os estereótipos raciais presentes no filme original.
Em dezembro de 2019, Lowery afirmou que ele e Halbrooks escreveram uma adição "rascunho e meio" naquele ponto, acrescentando que teria que ter "mais alguns rascunhos para terminar" antes de estar pronto para ser filmado. Ele descreveu o trabalho no filme como "desafiador" devido a seu amor pessoal pelo filme original e sua popularidade entre os fãs. Ele também sente que teve que justificar a existência do filme devido ao fato de outros filmes live-action de Peter Pan terem sido desenvolvidos, enquanto também faz "justiça ao material de origem". O cineasta afirmou que a visão que ele e o estúdio têm é: "se tem que ser feito, tem que ser feito direito". Comparando seu trabalho em Peter Pan com Pete's Dragon, o cineasta afirmou que o último foi menos estressante, visto que o original tinha sido um "título da Disney fora do radar" com poucos seguidores, o que lhe permitiu mais liberdade criativa. Em janeiro de 2020, o filme foi oficialmente intitulado Peter Pan & Wendy. Joe Roth se juntou à equipe de produção do filme como produtor adicional.

### Escolha do elenco
Em janeiro de 2020, o The New Zealand Herald relatou que a Disney está procurando um jovem ator da Nova Zelândia para ser Peter Pan. Alexander Molony e Ever Anderson teriam sido escalados como Peter Pan e Wendy Darling, respectivamente, em março de 2020. Em julho do mesmo ano, Jude Law havia entrado nas negociações iniciais para interpretar o Capitão James Hook. Law seria confirmado em setembro, com Yara Shahidi escalada para interpretar Tinker Bell. Em outubro de 2020, Alyssa Wapanatâhk foi confirmada para interpretar Tiger Lily. Em janeiro de 2021, Jim Gaffigan se juntou ao elenco como Sr. Smee.

### Filmagens
A produção de Peter Pan & Wendy está marcada para acontecer no Canadá. Foi originalmente definido para começar em 17 de abril de 2020 e finalizar em agosto de 2020. No entanto, as filmagens foram atrasadas devido à pandemia de COVID-19. As filmagens estão previstas para começar em 8 de março de 2021 e encerrar em 30 de junho de 2021. Em 12 de novembro de 2020, o CEO da Disney, Bob Chapek, anunciou, em um relatório anual de lucros, que as filmagens de todos os filmes adiados pelo coronavírus haviam retomado as filmagens e, em alguns casos, concluído a fotografia principal.

## Lançamento
O filme foi originalmente definido para ser lançado no serviço de streaming da Disney, Disney+, e algum tempo depois programado para ser lançado nos cinemas, mas em dezembro de 2020, o filme foi oficialmente anunciado para ser lançado como um exclusivo do Disney+ novamente devido a pandemia COVID-19. Foi oficialmente lançado em 28 de abril de 2023.